# 刘官芳
刘官芳（？—1864年），清广西武宣人，金田起義出身，與賴文鴻（捻軍酋「遵王」賴文光之兄）、「奉王」古隆賢為太平天國「皖南三支撐」（三人共同著名戰功：祁門之圍，金壇之守）；劉初為廣西天地會首領之一，於1852年加入太平軍，1855年起，隨韋俊三守武昌，戰功封贈「襄王」；1864年守長興五月中被淮軍郭松林攻陷，官芳戰歿；另一說刘官芳未在此陣亡，於同年九月在江西龍南與忠王弟「揚王」李明成奔清營獻降，不知結局。

## 祁門圍曾國藩
- 賴、古、劉三人，數次未能攻佔曾國藩湘軍司令部所在祁門，被視為歷史之「一大問號」，有待歷史學家研究。[原創研究？]